# Lions Love
Lions Love (... and Lies) es una película estadounidense de la directora francesa Agnès Varda, rodada en 1968 y estrenada en 1970.

## Sinopsis
La película comienza con los actores Billie Dixon y Richard Bright interpretando a Jean Harlow y Billy the Kid en The Beard de Michael McClure. 
Después descubrimos a Viva, Jim y Jerry en su villa de Beverly Hills divirtiéndose, repitiendo pasajes de la obra que acaban de ver. Viven juntos una historia de amor a tres bandas. 
A continuación, Carlos va al aeropuerto para recibir a la cineasta Shirley Clarke, que va a hacer una película sobre Hollywood. Ella llega a la ciudad, luego se va para encontrarse con el productor de la Columbia, que no le dará el Final cut. Shirley intentará suicidarse. 
Al mismo tiempo, el trío vivirá en directo el asesinato de Robert F. Kennedy en la televisión. Viva se entera por teléfono de que alguien le disparó a Andy Warhol; es Valérie Solanas, como luego nos enteramos en una serie de recortes de periódicos.
El televisor, ubicado en el centro del salón, es una estrella más de la película. 
Viva se pregunta cómo sería tener un hijo. Llegan tres niños, tienen que quedarse con ellos, darles de comer, es agotador y para calmarlos, les dan somníferos. 
En otra ocasión, los tres amantes, disfrazados de Teresa de Ávila, Agustín de Hipona y Juan de la Cruz, leen extractos de sus escritos apologéticos. 
La película termina con una toma fija que enmarca el rostro de Viva. 

## Ficha técnica
- Realización: Agnès Varda[4]
- Escenario y diálogos: Agnès Varda y Carlos Clarens
- Montaje: Robert Dalva
- Música: Joseph Byrd
- Productores: Max L. Rabb, Agnès Varda
- País de origen: Estados Unidos
- Lenguaje: Inglés estadounidense
- Formato: 35 mm (color Eastmancolor)
- Género: Drama
- Duración: 110 minutos
- Fecha de estreno: 1970

## Reparto
- Viva (Viva)
- James Rado (Jim)
- Gerome Ragni (Jerry)
- Shirley Clarke (Shirley)
- Carlos Clarens (Carlos)
- Eddie Constantine (Eddie)
- Agnès Varda (Agnes)
- Max Laemmle (el jefe del estudio)
- Steve Kenis (el productor)
- Hal Landers (el productor asociado)

## Producción
A finales de 1967, Agnès Varda acompaña a su compañero Jacques Demy a California, que dirige Model Shop. Por su parte, dirige tío Yanco en San Francisco, luego descubre Los Ángeles y, en particular el movimiento hippie. Decide hacer una película de ensayo, a medio camino entre la ficción y el documental, una «documenteur», como le gusta describir este género que toma prestado del cine de realidad. Para constituir el trío de actores, contacta con Andy Warhol para que la ponga en contacto con una de sus musas, Viva. Para uno de los chicos, había pensado en Jim Morrison, luego terminó eligiendo a Rado y Ragni, los dos autores de Hair, letristas y actores principales y cantantes del musical de contracultura de 1968 Hair. 
El rodaje tiene lugar en junio y julio de 1968. A principios de junio, Agnès y su equipo vivirán en directo el asesinato de Robert F. Kennedy, precedido tres días antes por la agresión de Solanas a Warhol. 
Según la propia Varda, esta película es «la historia de una película que no se puede hacer en las condiciones de un estudio de Hollywood, (...) y que trata sobre sexo y política». Otro proyecto, que se llamaría Peace & Love, se había negociado con Columbia pero nunca vería la luz.
En el proceso, Agnes se fue a filmar el juicio de Huey Newton, que construyó el documental Black Panthers .